# بلخنون
البلخنون أو منشارية مضاعفة (الاسم العلمي: Blechnum) هو جنس من النبات يتبع الفصيلة البلخنونية من رتبة السرخسيات.

## أنواع البلخنون
- بلخنون اجتماعي
- بلخنون أرجواني داكن
- بلخنون أزغب
- بلخنون ذهبي
- بلخنون أكبر
- بلخنون أنديزي
- بلخنون برازيلي
- بلخنون بوليفي
- بلخنون ثنائي الشكل
- بلخنون ثنائي اللون
- بلخنون جامايكي
- بلخنون جزري
- بلخنون جنوبي
- بلخنون خشن السويق
- بلخنون خشن
- بلخنون خطي
- بلخنون طويل الذيل
- بلخنون ذنبي
- بلخنون رأس الرجاء
- بلخنون زاحف
- بلخنون زائدي
- بلخنون سناني
- بلخنون أسود
- بلخنون سويقي
- بلخنون شرقي
- بلخنون شوتي
- بلخنون شومبوركي
- بلخنون صخري
- بلخنون صغير الأوراق
- بلخنون ملتحم
- بلخنون ناحل
- بلخنون طيني
- بلخنون عاري
- بلخنون غربي
- بلخنون قلبي
- بلخنون كوتشابامبي
- بلخنون لاطئ الأوراق
- بلخنون لوخي
- بلخنون رخو
- بلخنون ماجلاني
- بلخنون ماركيساسي
- بلخنون مقوس
- بلخنون أنبوبي
- بلخنون محرشف
- بلخنون مخطط
- بلخنون حاد
- بلخنون مدغشقري
- بلخنون مغطى
- بلخنون مفصص ريشي
- بلخنون مفصلي
- بلخنون مفلطح الأوراق
- بلخنون مقطع الأوراق
- بلخنون منتشر
- بلخنون منتشر
- بلخنون منثني, منحني
- بلخنون منجلي الشكل
- بلخنون منعكس
- بلخنون ناحل الساق
- بلخنون ناعم
- بلخنون منقط
- بلخنون ضعيف
- بلخنون همبيرتي
- بلخنون واهي
- بلخنون ياباني
- بلخنون يونغي